# Uniwersytet Kalifornijski w Davis
Uniwersytet Kalifornijski w Davis (ang. University of California, Davis – UCD, UC Davis) – jeden z uniwersytetów wchodzących w skład Uniwersytetu Kalifornijskiego.
Uniwersytet znajduje się w mieście Davis, na zachód od Sacramento. Pod względem liczby studentów jest trzecim w kompleksie Uniwersytetu Kalifornijskiego.
Jednostka powstała w 1905 jako College of Agriculture, a w skład struktur Uniwersytetu Kalifornijskiego wchodzi od 1959. Pierwsi studenci rozpoczęli naukę w 1908 roku. 
W 2015 oferowanych było 104 programów studiów licencjackich oraz 96 kierunków magisterskich.
Nauka na studiach pierwszego stopnia jest prowadzona w:
- College of Agricultural and Environmental Sciences (rolnictwo i nauki o środowisku)
- College of Biological Sciences                     (biologia)
- College of Engineering                             (kierunki inżynierskie)
- College of Letters and Science                     (nauki humanistyczne i przyrodnicze)

Studia drugiego stopnia są prowadzone przez:
- School of Education                 (pedagogika)
- School of Law                       (prawo)
- School of Management                (zarządzanie)
- School of Medicine                  (medycyna)
- School of Veterinary Medicine       (weterynaria)
- Betty Irene Moore School of Nursing (pielęgniarstwo)

W 2010 roku Uniwersytet został dla celów statystycznych uznany przez United States Census Bureau za odrębną jednostkę osadniczą (CDP). Liczba mieszkańców wynosiła wówczas 5 786 osób (54,9% kobiet i 45,1% mężczyzn).